# Văleni (okręg Kluż)
Văleni (węg. Largatanya) – wieś w Rumunii, w okręgu Kluż, w gminie Căianu. W 2011 roku liczyła 191 mieszkańców.